# Harry Crosby
Harry Crosby (Boston, 4 giugno 1898 – New York, 10 dicembre 1929) è stato un poeta e editore statunitense e per alcuni rappresentò perfettamente la lost generation americana.

## Biografia
Era il figlio di una delle più ricche famiglie di banchieri nel New England, nipote di Jane Norton Grew, moglie del finanziere J.P. Morgan Jr. Come tale, era erede di una porzione di una notevole fortuna familiare. Fu volontario nell'American Field Service durante la prima guerra mondiale e in seguito prestò servizio negli Ambulance Corpse si rende protagonista di gesti di almeno un gesto eroico: tra il 23 e il 25 agosto del 1918,  la sua sezione salva più di duemila feriti da un bombardamento tedesco.
Profondamente colpito dalla sua esperienza nella prima guerra mondiale, Crosby promise di vivere la vita a modo suo, abbandonando ogni pretesa di vivere la vita di un bostoniano privilegiato. Aveva gli occhi di suo padre per le donne, e nel 1920 incontrò Polly Peabody (nata Mary Phelps Jacob), sei anni più grande di lui con cui ebbe una relazione che divenne fonte di scandalo e pettegolezzi nell'alta società di Boston.
Mary (o Polly come veniva chiamata) divorziata dal marito alcolizzato e vergogna della sua famiglia, sposò Crosby e due giorni dopo partirono per l'Europa, dove si dedicarono all'arte e alla poesia, ma anche all'alcol e alla droga, viaggiando in continuazione e vivendo una vita da coppia aperta. Crosby aveva una corte di giovani signore che spesso portava a letto,  mentre scriveva e pubblicava poesie che parlavano del simbolismo del sole, della morte e del suicidio.
La vita di Crosby a Parigi fu al centro della vita letteraria e culturale del XX secolo: tra i suoi amici Salvador Dalí, Ernest Hemingway e Henri Cartier-Bresson.
Nel 1927 Polly con il nome di Caresse  fondò con Crosby la Black Sun Press che fu la prima casa editrice a pubblicare opere di alcuni autori controversi, poi divenuti famosi, tra cui James Joyce, Kay Boyle, Ernest Hemingway, Hart Crane, D.H. Lawrence, René Crevel, T.S. Eliot e Ezra Pound.
Sedotto dalla morte, dal diktat per cui amore è morte, sul diario aveva appuntato la sua massima, “Non si è innamorati a meno che non si desideri morire con la propria amata”.
E così morì, ma non con la moglie.
ll 9 luglio del 1928 Crosby aveva incontrato a Venezia Josephine Noyes Rotch, giovane dell’alta aristocrazia bostoniana, che chiamava “Fire Princess”.
Il 7 dicembre tornarono insieme a New York, lei doveva partire per Boston con il marito, ma due giorni dopo inviò un biglietto a Crosby: “La morte è il nostro matrimonio”.
Si rinchiusero in una stanza del Savoy-Plaza Hotel: era il 10 dicembre e lei si sparò alla tempia sinistra, lui alla destra mentre si tenevano per mano.

## Opere
- Sonnets for Caresse. (1925) Paris, Herbert Clarke.
- Sonnets for Caresse. (1926) 2nd Edition. Paris, Herbert Clarke.
- Sonnets for Caresse. (1926) 3rd Edition. Paris, Albert Messein.
- Sonnets for Caresse. (1927) 4th Edition. Paris, Editions Narcisse.
- Red Skeletons. (1927) Paris, Editions Narcisse.
- Hindu Love Manual (1928) 20 copies
- Chariot of the Sun. (1928) Paris, At the Sign of the Sundial.
- Shadows of the Sun. (1928) Paris, Black Sun Press.
- Transit of Venus. Volume 1 .(1928) Paris, Black Sun Press.
- Transit of Venus. Volume 2. (1929) Paris, Black Sun Press. 1929 (500 copies printed)
- Mad Queen. (1929) Paris, Black Sun Press.
- Shadows of the Sun-Series Two. (1929) Paris, Black Sun Press.
- The Sun. (1929) Paris, Black Sun Press.
- Sleeping Together. (1929) Paris, Black Sun Press. (500 copies printed)
- A Sentimental Journey Through France and Italy Laurence Sterne, (1929) Paris, illus. by Polia Chentoff 400 copies
- Shadows of the Sun-Series Three. (1930) Paris, Black Sun Press.
- Aphrodite in Flight: Being Some Observations on the Aerodynamics of Love. (1930 Paris, Black Sun Press.
- Collected Poems of Harry Crosby. (4 Volumes). (1931–32) Paris, Black Sun Press.
- War Letters. Preface by Henrietta Crosby. (1932) Paris, Black Sun Press.